# Terdzjola (distrikt)
Terdzjola (georgiska: თერჯოლის მუნიციპალიტეტი, Terdzjolis munitsipaliteti) är ett distrikt i Georgien. Det ligger i regionen Imeretien, i den centrala delen av landet.